# نبرد بورسیپا
نبرد بورسیپا یا نبرد بُرس درگیری کوچکی در سال ۶۳۶ در بورسیپا در مرکز عراق امروزی در جریان حمله اعراب به ایران بود. زهره بن حویه فرمانده راشدین، فرمانده ساسانی شهر را به نام بوسبوهرا در یک جنگ تن‌به‌تن شکست داد که باعث کاهش مقاومت شد.:۱۶۰
سعد بن ابی‌وقاص پس از پیروزی در نبرد قادسیه در تابستان ۶۳۶، برای حمله به تیسفون لشکرش را به ۵ گروه تقسیم کرد که زهره فرمانده یکی از آن‌ها بود. نیروهای تحت فرماندهی زهره در بورسیپا با مقاومت زیادی روبرو شدند، اما پس از آنکه زهره بوسبوهرا را در یک نبرد شکست داد، خیلی زود بر این مسئله غلبه کرد.:۱۶۰:۳۴۵